# Steinhof
Steinhof är en ort i kantonen Solothurn, Schweiz. Den utgör en enklav i kantonen Bern.
Steinhof var tidigare en egen kommun, men den 1 januari 2012 slogs den samman med kommunen Aeschi.